# Castello di Lochindorb
Il castello di Lochindorb è un castello in rovina del XIII secolo che sorge su un'isola nel lago di Lochindorb, nelle Highlands, in Scozia.

## Storia
Il lago Lochindorb era al centro dei domini feudali del clan Comyn, e su un'isola al centro del lago si ergeva il castello di Lochindorb, sua principale roccaforte. L'isola, occupata totalmente dalla struttura, si ritiene per questo artificiale, probabilmente un crannog realizzato nell'età antica.
La data di costruzione del castello è incerta, ma si ritiene risalente almeno alla seconda metà del XIII secolo. Durante la prima guerra d'indipendenza scozzese ospitò una guarnigione inglese e venne visitato da Edoardo I d'Inghilterra nel 1303, il quale lo fece poi ristrutturare fino al 1306. Durante la seconda guerra d'indipendenza scozzese venne assediato dagli scozzesi nel 1335, ma non capitolò grazie al soccorso portato dall'esercito di Edoardo III d'Inghilterra.
Dopo la caduta del clan Comyn, nella prima metà del XIV secolo, il castello cambiò proprietà diverse volte, venendo usato come prigione. Nel 1455 venne conquistato da re Giacomo II di Scozia, che lo tenne in disuso. Dopo la morte del re pochi anni più tardi la guarnigione reale abbandonò il castello, che venne saccheggiato di tutti gli oggetti utili e mai più abitato, nonostante continuasse a cambiare saltuariamente di proprietà. Fino al 1793 le torri del castello erano ancora in piedi, ma di lì a poco crollarono dentro il lago.
Oggi il castello è in rovina e raggiungibile solo in barca o a nuoto. Della struttura originaria rimangono solamente alcune sezioni delle mura esterne, mentre durante alcuni scavi nel XX secolo sono state rinvenute nei dintorni del castello delle palle di trabucco, resti di uno degli assedi sostenuti da Lochindorb durante il medioevo, così come altri oggetti d'uso quotidiano.